# Domitilla Starsza
Flavia Domitilla, Domitylla Starsza (ur. przed 20, zm. przed 69) – córka Flawiusza Liberalisa, skryby kwestorskiego z Ferentium. Była oficjalną kochanką jednego z afrykańskich książąt, a od ok. 38 żoną cesarza rzymskiego Wespazjana. Była matką Tytusa Flawiusza, Domicjana i Domitilli Młodszej.
Zmarła zanim jej mąż został cesarzem rzymskim.